# Letitia Tyler
Letitia Tyler (Cedar Grove, Virginia, SAD, 12. studenog 1790. — Washington, D.C., SAD, 10. rujna 1842.) bila je supruga 10. američkog predsjednika Johna Tylera od 4. travnja 1841. do 10. rujna 1842.